# Aulacoscelis candezei
Aulacoscelis candezei is een keversoort uit de familie schijnhaantjes (Orsodacnidae). De wetenschappelijke naam van de soort werd in 1874 gepubliceerd door Félicien Chapuis.